# Guy Mezger
Guy Mezger (ur. 1 stycznia 1968 w Houston) – amerykański karateka, kickbokser, judoka oraz zawodnik mieszanych sztuk walki (MMA) w latach 1993–2003, dwukrotny mistrz świata w full contact karate z 1991 i 1992, mistrz świata WKC w kickboxing z 1995, król Pancrase z 1998 oraz zwycięzca turnieju UFC 13 wagi półciężkiej z 1997. Posiadacz czarnego pasa w karate.

## Kariera sportowa
Na studiach zaczął trenować tradycyjne zapasy i karate w którym zdobył dwukrotnie mistrzostwo świata w formule full contact w 1991 i 1992 roku oraz został promowany na czarny pas (siódmy dan), ponadto wygrywał trzykrotnie mistrzostwa stanu Texas. Następnie zainteresował się kickboxingiem gdzie również osiągał sukcesy m.in. mistrzostwo świata World Kickboxing Council (WKC/WKKC) w 1995 roku oraz dwukrotnie mistrzostwo USA w wadze ciężkiej. W sumie w karate full contact uzyskał bilans 42 zwycięstw (40 KO) i tylko 1 porażki, a w kickboxingu 22-3 (19 KO).

## Mieszane sztuki walki
W MMA (ówcześnie nazywane walkami bez reguł – ang. no holds barred) zadebiutował 16 grudnia 1994 na gali UFC 4 pokonując przed czasem Jasona Fairna. Po walce został zaproszony do klubu Lion's Den przez Kena Shamrocka, gdzie przez następne lata trenował z nim i przygotowywał się do walk w USA i Japonii. W następnym roku stoczył jeszcze jeden wygrany pojedynek w UFC po czym wyjechał do Japonii wiążąc się na dłużej z federacją Pancrase. W latach 1995–1997 walczył wyłącznie w Japonii tocząc pojedynki m.in. z Masakatsu Funakim, Basem Ruttenem, Minoru Suzukim, Yūkim Kondō czy Semmym Schiltem pokonując trzech ostatnich oraz wygrywając turniej rankingowy Pancrase. 
30 maja 1997 wrócił do USA na turniej wagi półciężkiej UFC 13 który wygrał pokonując jednego wieczoru Christophera Leiningera i Tito Ortiza.
26 kwietnia 1998 pokonał Masakatsu Funakiego odbierając mu tym samym tytuł króla Pancrase. Mistrzostwo bronił dwukrotnie 14 września pokonując Ryushiego Yanagisawe i 19 grudnia Yūkiego Kondō. Tytuł zwakował na początku 1999 podpisując kontrakt z UFC na walkę o mistrzostwo z Tito Ortizem. Mezger ostatecznie przegrał walkę o tytuł w 10 minucie starcia przez techniczny nokaut. W lipcu tego samego roku związał się z inną japońską organizacją PRIDE FC. W latach 1999–2002 stoczył w PRIDE dziesięć pojedynków walcząc z czołowymi zawodnikami na świecie m.in. z Kazushi Sakurabą, Masaaki Satake, Wanderleiem Silvą, Chuckiem Liddellem, Ricardo Aroną czy Antônio Rogério Nogueirą. 
Ostatnią walkę w MMA stoczył 6 grudnia 2003 pokonując Daniela Bergmana na gali w Danii lecz oficjalnie zakończył karierę zawodniczą dwa lata później w 2005. Po zakończeniu kariery został trenerem kickboxingu. Ponadto był również komentatorem turniejów kickboxerskich World Combat League czy japońskich gal DREAM. Zasiadał na stanowisku prezydenta telewizji HDNet Fights (aktualnie zwana AXS TV Fights).

## Osiągnięcia[4][9][6][2]
Mieszane sztuki walki:
- 1996: Pancrase Ranking Tournament – 1. miejsce
- 1997: UFC 13 – 1. miejsce w wadze półciężkiej
- 1998: król Pancrase w wadze otwartej

Karate:
- trzykrotny mistrz stanu Texas
- 1991 i 1992: mistrz świata w formule full contact

Kickboxing:
- dwukrotny mistrz USKA w wadze ciężkiej
- 1994: mistrz WKC w wadze ciężkiej
- 1995: mistrz świata WKC/WKKC w wadze ciężkiej

Judo:
- 1994: mistrz stanu Texas